# 프란체스코 2세 (양시칠리아)

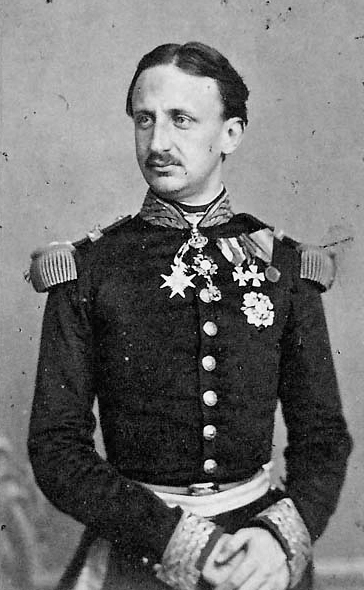
프란체스코 2세

프란체스코 2세(이탈리아어: Francesco II)는 양시칠리아 왕국의 국왕이다. 프란체스코가 퇴위된 후, 양시칠리아 왕국은 이탈리아 왕국에 합병되었다.

## 같이 보기
- 가에타 포위전 (1860년)(이탈리아어판)
- 이탈리아 통일